# Freiwillige Feuerwehr Meißen

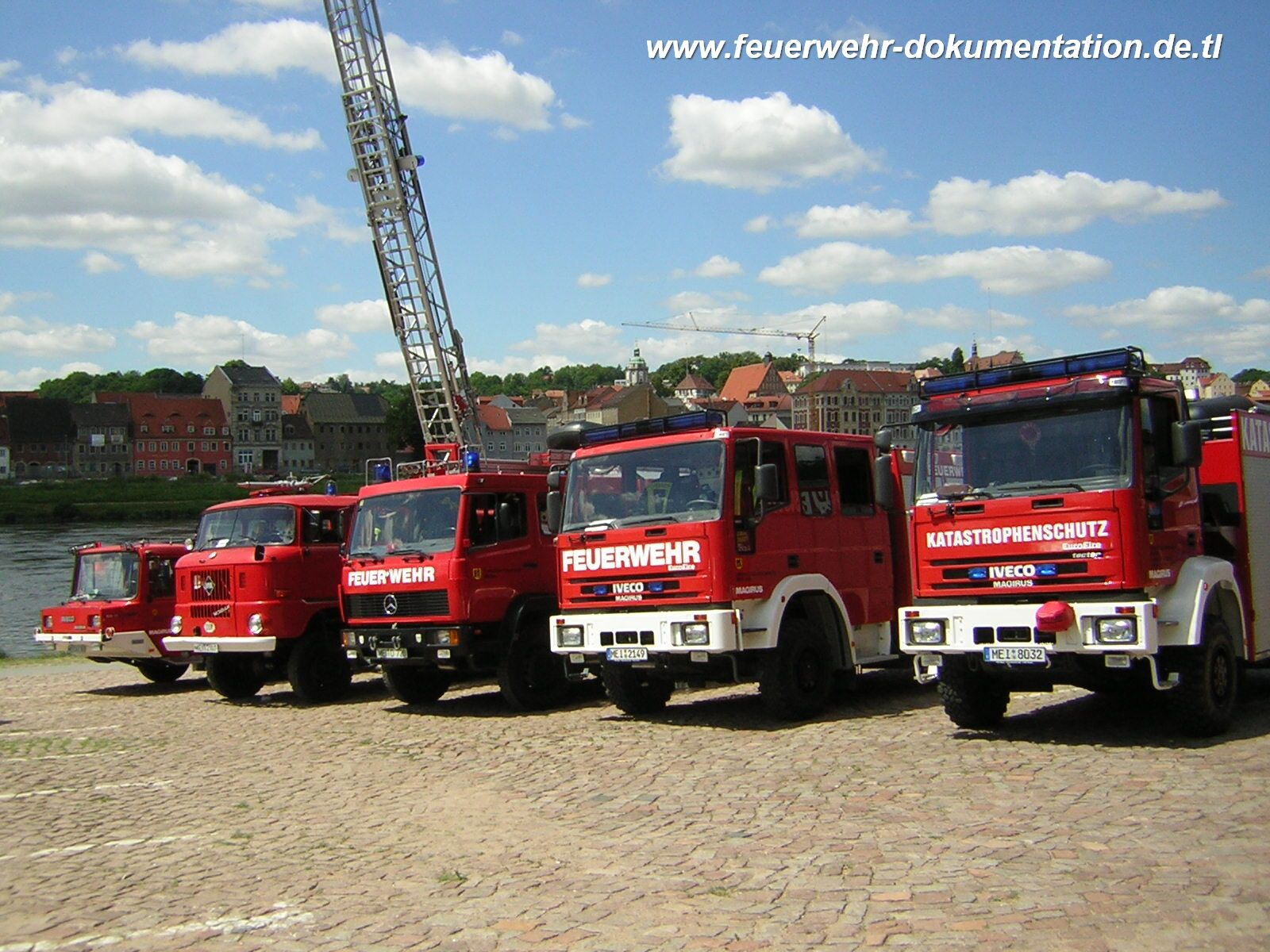
Fahrzeuge der Feuerwehr Meißen 2006

Die Freiwillige Feuerwehr Meißen gilt als älteste offiziell als Freiwillige Feuerwehr (FF) nach heutigem Verständnis gegründete Freiwillige Feuerwehr Deutschlands. Sie besteht (2016) aus einer aktiven Einsatzabteilung mit 46 Einsatzkräften, einer Jugendfeuerwehr, einer Kinderfeuerwehr sowie der Alters- und Ehrenabteilung.

## Geschichte und Ausrüstung
Im Gegensatz zur im Jahr 1799 erstmals schriftlich erwähnten Feuer Compagnie Alzey gilt die Freiwillige Feuerwehr Meißen als die älteste als Freiwillige Feuerwehr nach heutigem Verständnis gegründete Freiwillige Feuerwehr Deutschlands. Am 19. Oktober 1840 begann der Rat der Stadt Meißen mit der Werbung von Freiwilligen für ein zu bildendes Freiwilliges Feuerlösch- und Rettungskorps. Acht Tage später, am 27. November 1840, hatten sich 132 Freiwillige gemeldet und am 17. Juli 1841 fand ihre Verpflichtung im Rathaus zu Meißen statt. An die Gründung der FF Meißen erinnert eine, am ehemaligen Wohnhaus des 1. Feuerlösch-Hauptmanns, angebrachte Tafel.
Die Uniformen der FF Meißen bestanden anfangs aus grauen Leinenröcken mit schwarzen Knöpfen. Die Abteilungsführer trugen an ihren Uniformen jeweils graue, schwarze und rote Kragen. Die Spritzenmannschaft trug Hüte, die bei den Rottenmeistern zusätzlich eine weiße Borte umrandete. Die Rettungsmannschaften trugen Helme in der Form von Pickelhauben, Hauptmann, Stellvertreter und Adjutant trugen am Helm zusätzlich Rosshaarbüsche. Im Jahr 1864 wurde – mit Mitgliedern eines örtlichen Turnervereins – eine Turnerfeuerwehr als ausrüstungslose Hilfsmannschaft gegründet und in die FF Meißen eingegliedert.

### Historische Gliederung 1841
- 1 Hauptmann
- 1 Stellvertreter
- 1 Adjutant
- 1 Zugführer der Rettungsmannschaften
- 2 Spritzmeister
- 6 Schlauchmeister (Rohrführer)
- 6 Rottenmeister (Oberfeuerwehrmänner)
- 118 Feuerwehrmänner

## Fuhrpark
| Funkrufname             | Typ                                        | Baujahr | Besetzung | weiteres |
| ----------------------- | ------------------------------------------ | ------- | --------- | --- |
| Florian Meißen 11/10-01 | Kommandowagen – KdoW                       | 2010    | 1/0/1/2   | |
| Florian Meißen 11/48-01 | Vorauslöschfahrzeug – VLF                  | 2006    | 0/1/5/6   | Eigenentwicklung für den Einsatz im Schottenbergtunnel. Die geringe Größe erlaubt u. a. den Einsatz im Rettungsstollen, Fahrzeug ist mit Frontmonitor und PA an sämtlichen Sitzen ausgestattet. Die restliche Ausrüstung ist auf Rollcontainern im Heck untergebracht. |
| Florian Meißen 11/42-01 | Löschgruppenfahrzeug 10 LF 10              | 2001    | 0/1/8/9   | Ersatzbeschaffung in Form eines Mittleren Löschfahrzeugs (MLF) läuft |
| Florian Meißen 11/44-01 | Löschgruppenfahrzeug 20 – LF 20            | 2008    | 0/1/8/9   | Teil des Gefahrgutzug Meißen II |
| Florian Meißen 11/24-01 | Tanklöschfahrzeug 4000 Staffel – TLF 4000  | 2019    | 0/1/5/6   | u. a. mit spezialisierter Ausrüstung für Waldbrände |
| Florian Meißen 11/33-01 | Drehleiter-Automatik mit Korb – DLaK 23/12 | 2014    | 0/1/2/3   | geringe Höhe von 299 cm ermöglicht Anfahrt zum Meißner Dom |
| Florian Meißen 11/54-01 | Gerätewagen Gefahrgut – GW-G               | 2012    | 0/1/2/3   | aus Landesbeschaffung für die ABC-Gefahrenabwehr bzw. sächsischen Gefahrgutzüge, Teil des Gefahrgutzug Meißen I |
| Florian Meißen 11/51-01 | Rüstwagen 1 – RW 1                         | 2003    | 0/1/2/3   | Ersatz für den ehem. RW der Feuerwehr Meißen, welcher im Elbehochwasser 2002 havarierte, Teil des Löschzugs Retten Meißen II |
| xxx                     | Netzersatzanlage 200 – NEA 200             | 2024    | xxx       | |
| Florian Meißen 11/59-01 | Gerätewagen Logistik – GW-L                | 1995    | 0/1/2/3   | ehem. GW-G des LK Meißen, durch derzeitigen Florian Meißen 11/54-01 ersetzt, stationiert in der Halle gegenüber der Wache Teichmühle |
| Florian Meißen 11/19-01 | Mannschaftstransportfahrzeug – MTF         | 2008    | 0/1/8/9   | stationiert in der Halle gegenüber der Wache Teichmühle |

Außerdem besitzt die Feuerwehr Meißen noch folgende Ausstattung:
- Beleuchtungsanhänger
- Anhänger mit CO₂-Löschanlage
- Anhänger mit einer Pulver-Löschanlage
- Logistikanhänger Plane
- Logistikanhänger Wassergefahren (Landkreisbeschaffung, Teil der Hochwasserbereitschaft des Landkreises Meißen)
- Motorschlauchboot
- Rettungsboot „Phönix“

## Einsatzgebiet
Die jährlich etwa 300 bis 350 Einsätze der FF Meißen werden durch die Integrierte Leitstelle der Berufsfeuerwehr Dresden disponiert. Es stehen Sirenen zur Alarmierung einsatzbereit zur Verfügung, die Alarmierung erfolgt in der Regel jedoch als sogenannte stille Alarmierung über Funkmeldeempfänger oder mittels Telefon direkt.
Je nach Alarmstichwort wird dabei entweder die kleine Schleife, bestehend aus ausgewählten Mitgliedern, welche in Bereitschaft sind, oder die große Schleife, als Vollalarm, ausgelöst. Informationen zum Einsatz werden auf zwei Monitoren innerhalb der Fahrzeughalle angezeigt. Dazu zählt das Alarmstichwort, die Lokalisation sowie die durch die Leitstelle eingesetzten bzw. disponierten Mittel.
Das Einsatzgebiet umfasst im Wesentlichen die Stadt Meißen und das nahe Umland sowie verschiedene Bundes- und Landesstraßen und den Schottenbergtunnel. Die Feuerwehr Meißen ist ebenfalls in den Katastrophenschutz des Landkreises Meißen eingebunden.
Im Einsatzfall während der Arbeitszeit wird die Feuerwehr Meißen bei Bedarf durch die Betriebsfeuerwehr (Btf) der Porzellanmanufaktur Meißen und deren TSF unterstützt, welche ebenfalls als Gruppe zur SRHT agiert. Auch und insbesondere die Freiwillige Feuerwehr Niederau unterstützt bei Brandeinsätzen mit Atemschutzgeräteträgern. Die DLaK agiert außerdem als primäres Hubrettungsmittel für die Gemeinden Käbschütztal, Klipphausen und Diera-Zehren in Zusammenarbeit mit den Feuerwehren in Großenhain, Weinböhla, Nossen und Lommatzsch.

## Standorte
Die im Jahr 1973 erbaute und 2003 erweiterte, umgebaute und modernisierte Wache Teichmühle der FF Meißen befindet sich zentral in Meißen in der Großenhainer Straße 49, an der Kreuzung Großenhainer Straße/Fabrikstraße. Sie umfasst zwei über- und ein unterirdisches Geschoss.

### Erdgeschoss
Das Erdgeschoss beherbergt die ortsfeste Befehlsstelle (ofBst) welche sich direkt im Eingangsbereich befindet. Weiter hinter dem Bereich liegt ein Bereitschaftsraum der an die Fahrzeughalle grenzt. In dieser sind die Fahrzeuge auf insgesamt 9 Stellplätzen untergebracht, sowie die Stiefelwäsche und auch die Spinde mitsamt der persönlichen Schutzausrüstung, welche an der Wand direkt hinter den Einsatzfahrzeugen stehen. Hinter der Fahrzeughalle befinden sich die Sanitärräume sowie die Küche. Der äußerste Stellplatz der Wache, in dem herausragenden Gebäudeteil, beherbergt zusätzlich eine Waschanlage.

### Untergeschoss
Das Untergeschoss beherbergt die Lager- sowie Werkstatträume. Dazu gehört die Kleiderkammer, das Schlauchlager, eine Atemschutz- und eine Universalwerkstatt sowie ein Sportraum. Auch das Traditionskabinett ist im Untergeschoss angesiedelt. Aufgrund von Platzmangel in der Fahrzeughalle wurden die Spinde der Jugendfeuerwehr in den Keller verlegt.

### Obergeschoss
Im Obergeschoss ist das Wehrleiterbüro, der Unterrichtsraum der Jugendfeuerwehr sowie ein Führungs- und Lagezentrum mitsamt Informations- und Kommunikationsraum untergebracht und dient zur Koordinierung von Großschadenslagen gemäß den Richtlinien einer ortsfesten Befehlsstelle für die Führungsstufe C (Verbandsführer für Gemeinde oder Stadt).

### Sonstige Unterkünfte
In einem separaten, historischen Gebäude, der „alten Teichmühle“ ist der Schulungsraum für die aktive Abteilung untergebracht.
Aufgrund der Lage an einer Hauptverkehrsachse wurde ein Ampelsystem installiert, mit welcher der Verkehr von der Wache aus gestoppt werden kann, um ein flüssiges und unfallfreies Ausrücken zu erreichen.
Die Wache entspricht jedoch nicht länger den gültigen Richtlinien zur Unfallverhütung bei Feuerwachen. So besitzt die Wache nur eine Zu- und Abfahrt, was die parallele Ankunft von Kräften und Abfahrt von Fahrzeugen verhindert. Auch die Platzierung der Spinde direkt hinter den Fahrzeugen entspricht den Richtlinien nicht, da so eine Kontaminationsverschleppung wahrscheinlicher wird bzw. die Schwarz-Weiß-Trennung der Einsatzkleidung nicht gegeben ist. Ein weiteres Aufwachsen des Fuhrparks ist ebenfalls nicht länger möglich, da die Wache an der Kapazitätsgrenze an Stellplätzen liegt. Ein ähnliches Problem besteht in Bezug auf Mitgliedern, da nicht ausreichend Platz in der Fahrzeughalle für zusätzliche Spinde besteht.
Weiterhin wird derzeit die Halle einer ehemaligen Autowerkstatt schräg gegenüber der Wache Teichmühle als Lager sowie Logistik-Standort und für die Unterbringung des MTW, GW-L und der meisten Anhänger und Boote genutzt. Im Katastrophenfall soll die Halle auch als Anlaufpunkt für die Zivilbevölkerung dienen.
Eine weitere Wache, die Wache Rote Schule, befand sich bis 2015 am Schulplatz 5 und wurde dann aufgrund von Personalmangel im Herbst 2015 zum Lager für Hochwasserschutzmaterial.

## Jugendfeuerwehr
Die Jugendfeuerwehr der Stadt Meißen besteht aktuell aus 25 Mitgliedern. Das Ziel ist, die Mitglieder auf eine Übernahme in die aktive Einsatzabteilung vorzubereiten.

## Kinderfeuerwehr
Die Kinderfeuerwehr Bambinifeuerwehr Meißen wurde am 17. Juli 2016 im Rahmen der 175-Jahr-Feier der Freiwilligen Feuerwehr Meißen gegründet und hat aktuell 10 Mitglieder zwischen vier und acht Jahren.